# Kansas City Municipal Stadium
O Kansas City Municipal Stadium foi um estádio localizado em Kansas City, no estado do Missouri, nos Estados Unidos, foi inaugurado em 1923 com capacidade para 17.476 espectadores, passando por uma ampliação em 1955 que aumentou a capacidade para 30.296, chegando a 35,561 pessoas em 1972, sendo demolido em 1976, foi a casa dos times de futebol americano Kansas City Cowboys entre 1924 e 1926 e do Kansas City Chiefs 1963 e 1971, ambos da NFL, também foi a casa do time de beisebol Kansas City Athletics entre 1955 e 1967 e do Kansas City Royals entre 1969 e 1972, ambos da MLB, e a casa do time de futebol Kansas City Spurs da NASL entre 1968 e 1999.